# Амурлаг (1938—1941)
Амурла́г (Амурский железнодорожный исправительно-трудовой лагерь) — подразделение, действовавшее в структуре Главного управления исправительно-трудовых лагерей Народного комиссариата внутренних дел СССР (ГУЛАГ НКВД).

## История
Амурлаг выделен в самостоятельное подразделение в структуре НКВД в 1938 году на базе расформированного в том же году Бамлага. Управление Амурлага располагалось в городе Свободный (ныне Амурская область). В оперативном командовании он подчинялся Управлению железнодорожного строительства Дальневосточного главного управления исправительно-трудовых лагерей НКВД (УЖДС ДВ ГУЛАГ).
Максимальное единовременное количество заключённых могло достигать более 125 000 человек.
Амурлаг расформирован в начале 1941 года и часть его лагерей вошли в состав Бурейского исправительно-трудового лагеря и Свободненского исправительно-трудового лагеря.

## Производство
Основным видом производственной деятельности заключённых Амурлага было железнодорожное строительство.